# 小西班牙

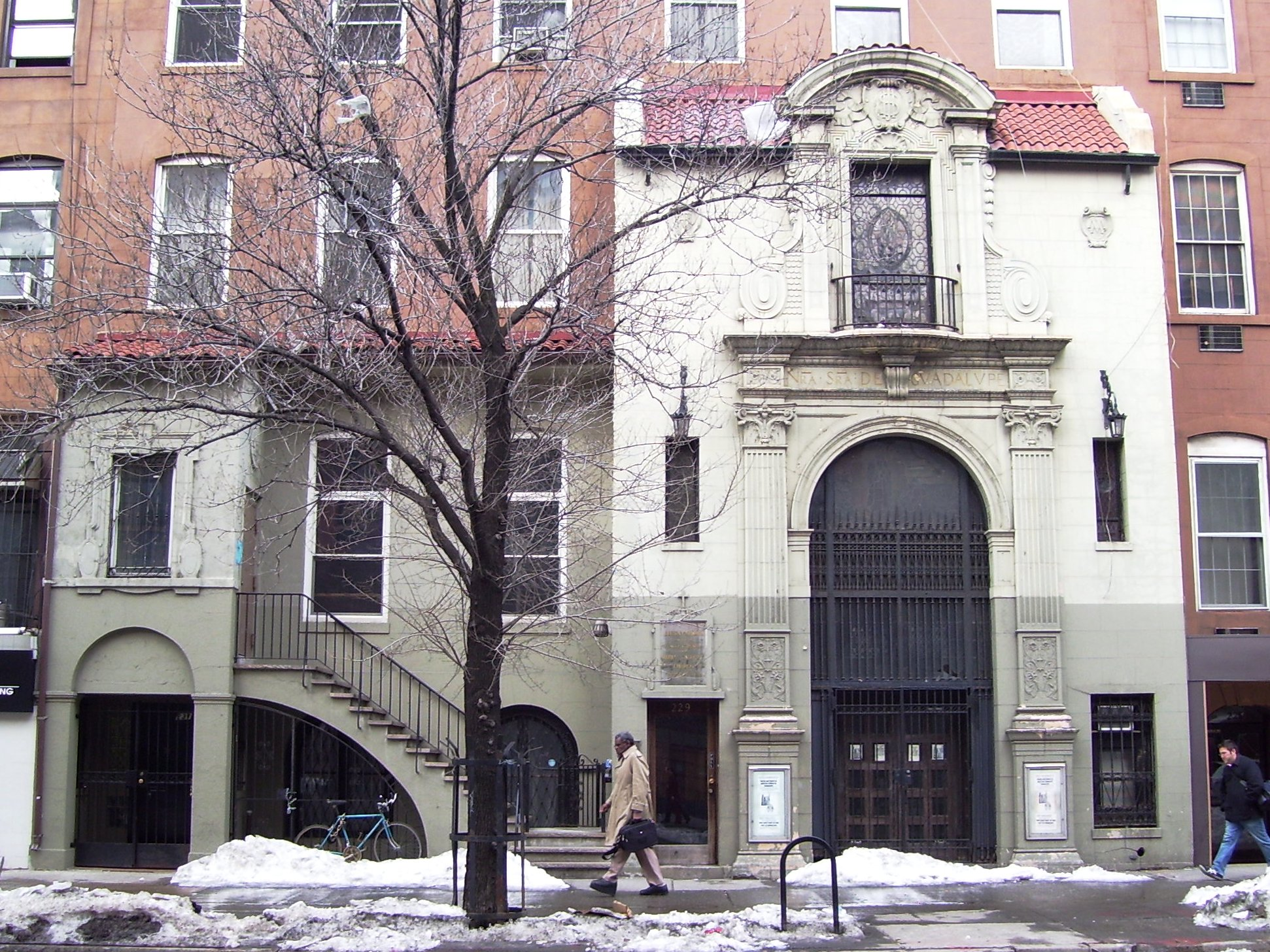
位於小西班牙的瓜達露佩聖母教堂

小西班牙是始建於20世紀的一個位於美國紐約市曼哈頓的西語裔族群社區。

## 歷史
“小西班牙”是第七大道與第八大道之間，由14街延伸下去位於切爾西的一片與別不同的區域。它被當地人稱之為“卡勒．卡托爾塞”或“小西班牙” 。其中瓜達盧佩聖母大教堂（No.299）起建於1902年，正值西班牙人定居此地區的時期。第7大道夾第8大道之間的西班牙商業區不但擁有諸如內爾和奧約翰這類的夜店，而且西班牙式料理和禮品百貨商場可謂歷史悠久，如坐落於西14街 210號的卡莎．夢尼奧便從1929年開始經營至今。在2010年由導演 亞瑟·鮑爾德 編輯與執導的一個名為“小西班牙”的紀錄片，便是拍攝於紐約市。該紀錄片首次披露一系列在美國曼哈頓生活的西班牙人不為人知的歷史故事。影片包含了從未公開的超過450張圖片和150個文檔，內容記錄了由20世紀開始的一段段小西班牙在紐約市的歷史。
小西班牙的另一個重要商業來自於飲食業。其中的佼佼者有畢爾巴顎（La Bilbaína）， 特洛卡迪羅 瓦倫西亞（Trocadero Valencia），克魯尼亞酒吧（Bar Coruña）， 小西班牙酒吧（Little Spain Bar），馬德裏咖啡廳（Café Madrid），美森弗拉門科（Mesón Flamenco）和在格林尼治街 823號開業於1927至今的埃爾法羅餐廳（El Faro Restaurant）。 而伊比利亞（The Iberia）則是一家著名的西班牙服飾店。
西裔美國人社區的中心地區擁有兩個地標，分別是西班牙慈愛機構以及羅馬天主教瓜達盧佩聖母大教堂，建立於19世紀初，並成為了曼哈頓第一個混合拉丁裔與西裔人的教區。就像曼哈頓其他的移民社區一樣，小西班牙也像小意大利般會舉行紀念聖詹姆斯的宗教節日。該節日從90年代中開始每年6月舉行。節日期間，聖人的畫像會成為西班牙人社區的像征，而且會在14街削減交通持續一個星期以便於舉行遊行。傳統的西班牙民間風貌則將會在在這個美食與歡樂時光共存的節日裏展示出來。
維珍妮亞·阿米露和她的兒子，羅伯特·德尼羅，一同搬到 西14街 219號頂層由加利西亞企業家何塞 加西亞擁有的工作室。根據調查，至從羅伯特德尼羅的父母離婚後，他在50年代都是住在這個小西班牙的中心地區。

## 參照
- 西班牙慈愛機構
- 亞瑟·鮑爾德